# 야구치노와타시역
야구치노와타시역(일본어: 矢口渡駅, やぐちのわたしえき)은 일본 도쿄도 오타구에 있는 도쿄 급행 전철의 역이다. 역 번호는 TM06이다.

## 역 구조
상대식 승강장 2면 2선의 지상역이다. 상하행선에서 역사와 개찰구는 별도로 구비되어 있으며, 개찰 내 승강장 사이의 왕래는 어렵다. 화장실은 2번 승강장의 다마가와 방면 승강장에 다기능 화장실도 병설되어 있다.

### 타는 곳
| 1 | 도큐 다마가와 선 | 가마타 방면               |
| 2 | 도큐 다마가와 선 | 시모마루코・다마가와 방면 |

## 역 주변
- 국도 제1호선
- 다마가와 대교
- 야구치 소방서
- 가마타야스카타 우체국
- 오타 야구치산 우편국
- 야스카타 신사
- 세이유
- 에바라 고등학교 거리 상점가

## 역사
- 1923년 11월 1일: 야구치역으로 영업 개시.
- 1930년 5월 21일: 야구치노와타시역으로 역명 변경.
- 2000년 8월 6일: 메카마 선이 도큐 다마가와 선과 메구로 선으로 분할되어 다마가와 선의 역이 됨.

## 사진

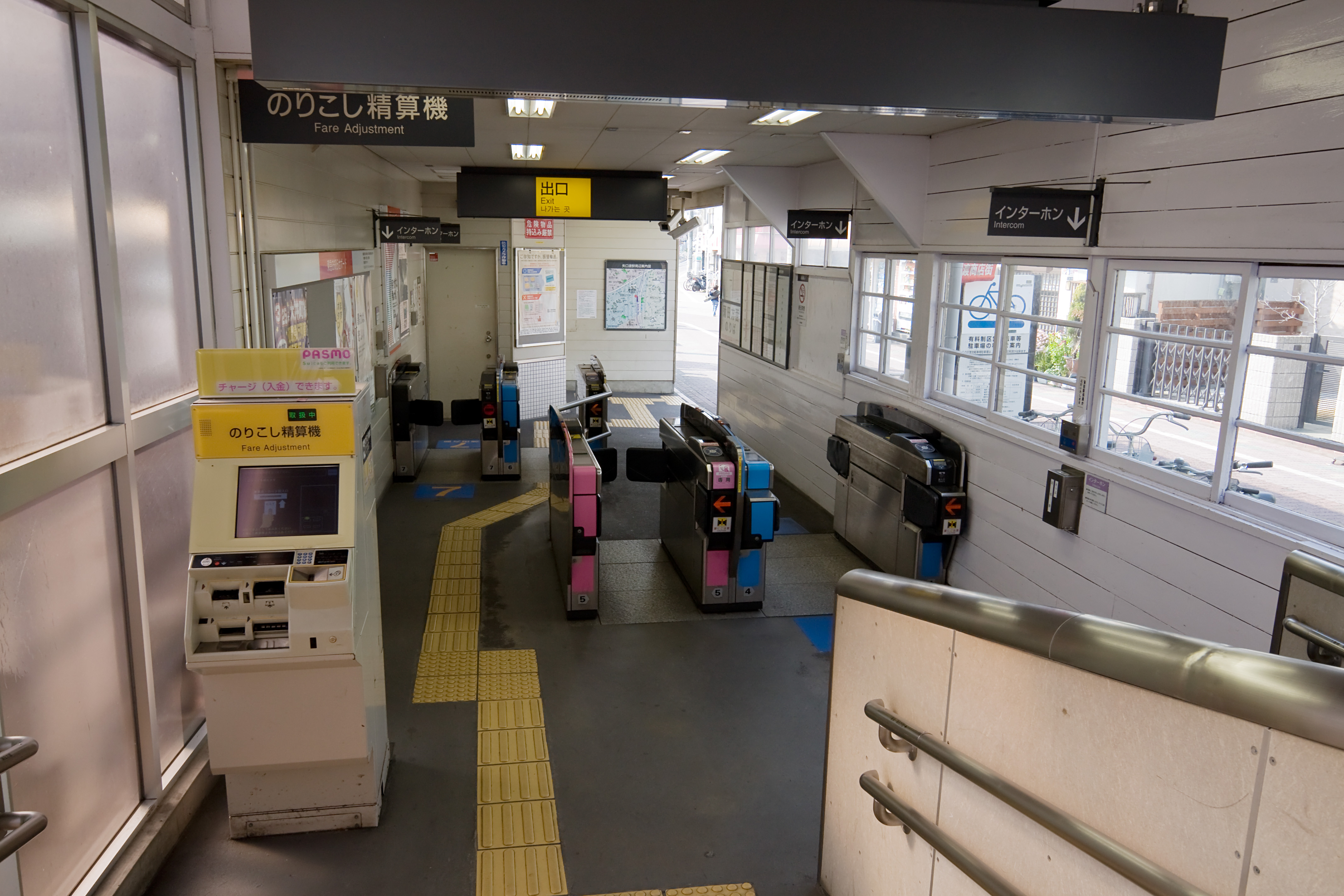
개찰구
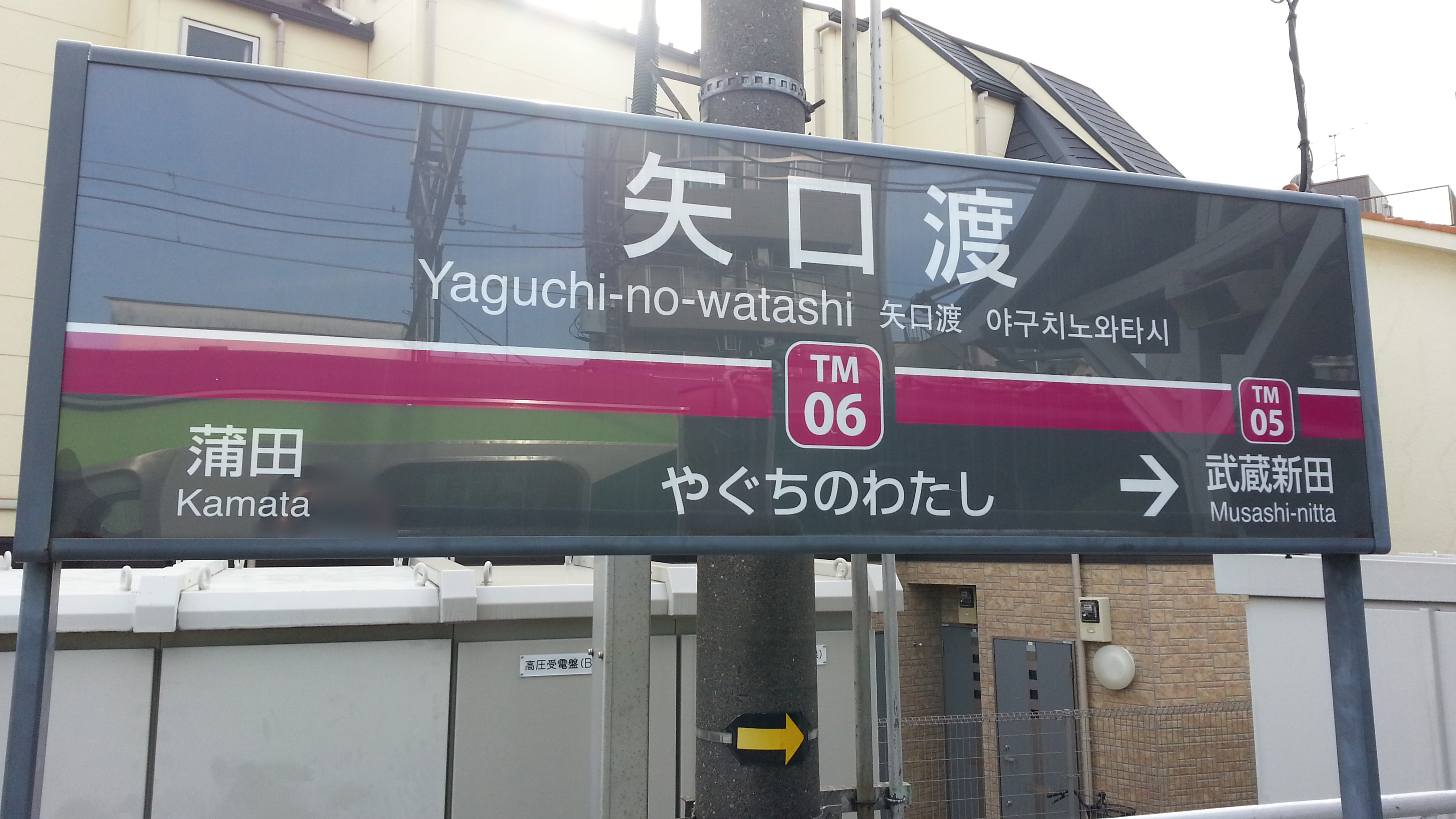
역명판

## 인접역
| 도쿄 급행 전철 도큐 다마가와 선 | 도쿄 급행 전철 도큐 다마가와 선 | 도쿄 급행 전철 도큐 다마가와 선 |
| ------------------------------- | ------------------------------- | ------------------------------- |
| TM05 무사시닛타 다마가와 방면   |                                 | 가마타 TM07 가마타 방면         |